# ナルシー秋宗
ナルシー秋宗（ナルシーあきむね、1976年3月8日 - ）は、日本のプロレスのレフェリーである。主にKAIENTAI DOJOにおいてレフェリングを行っている。身長170cm、体重83kg。血液型はO型。福井県鯖江市出身。本名は非公開。

## 経歴
KAIENTAI DOJOの4期生として入団し2002年8月22日、千葉Blue Fieldでのシルバー・ウルフ対X No.5戦にてレフェリーデビュー。
近年は姿を見せなかったが2006年5月に久々に登場、さらにトミー茨城が腱鞘炎の影響で長期欠場したため、再びレギュラー参戦している。

## 好きな食べ物
- 鶏肉
- たまご
- しゃぶしゃぶ

## 好きなアイドル
- 石川梨華
- 篠田麻里子
- 渡辺麻友
- ももいろクローバーZ

## 特技
- オリジナルカクテルの考案

但し本人は酒が飲めない
代表作
- ナルシーピンク

カシス1：カルピス1：アセロラジュース8
ピンクのグラデーションが女性の心をとらえるカクテル
- ナルシーブルー

ブルーキュラソー1：カルピス1：ジンジャエール8
青黄緑と沖縄の海の様に爽やかで爽快なカクテル

## テレビ出演
- プロレスKING（GAORA）